# Johnny Herbert
John Paul Herbert (* 25. června 1964 – Londýn) je bývalý britský automobilový závodník. Známý je především pro své dlouholeté působení ve Formuli 1 a v poslední době také ve sportovních prototypech. Dosáhl mnoha úspěchů v nižších závodnických kategoriích, ale nikdy se mu nepodařilo obdobně prorazit i na nejvyšší úrovni.

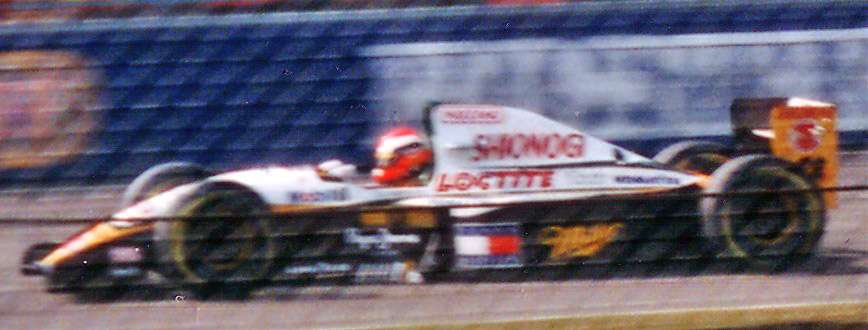
Herbert ve voze Lotus během Grand Prix Velké Británie 1994

V polovině osmdesátých let byl Johnny Herbert považován za nastupující hvězdu motorismu, často byl přirovnáván např. ke skotskému jezdci Jimu Clarkovi. Herbert roku 1985 vyhrál závod Formule Ford v Brands Hatch, čímž upoutal pozornost Eddieho Jordana, se kterým nakonec roku 1987 vyhrál titul britské formule 3. V roce 1988 ho však postihla vážná nehoda během závodu Formule 3000 v Brands Hatch, ve které si po strašidelném nárazu do bariéry těžce zlomil obě nohy. K závodům se vrátil až na počátku roku 1989, ačkoli se sotva postavil na nohy a rovnou ve svém prvním závodě F1 v Brazílii se mu podařilo bodovat. Ve stáji Benetton ho tehdy vedl jeho dlouholetý přítel Peter Collins.
Herbert své výkony však nedokázal udržet a nový management Benettonu ho nakonec po nepovedené kvalifikaci na velkou cenu Kanady z týmu vyloučil. Na čas se tedy vrátil k Formuli 3000, ale netrvalo dlouho a ozval se mu další tým F1, tentokrát Tyrrell. V letech 1990–2000 tak byl Herbert stálicí v seriálu F1. Přestoupil k upadající stáji Lotus, vedené Peterem Collinsem, kterou po třech letech totální frustrace opustil a přes Ligier se dostal opět do týmu Benetton, kde byl roku 1995 jmenován stájovou dvojkou za Michaelem Schumacherem. Tuto sezónu se mu podařilo dosáhnout slavného vítězství v britské velké ceně, poté co Schumacher společně s Damonem Hillem havaroval. Dalšího vítězství dosáhl v italské Monze a nakonec obsadil čtvrté místo v celkové klasifikaci šampionátu.
I přesto byl však ze stáje vyřazen a v letech 1996–1998 tak jezdil za švýcarský tým Sauber, za který pouze dvakrát dosáhl pódiového umístění. Po přesunu do týmu Stewart roku 1999 dosáhl svého třetího a posledního vítězství během slavné mokro-suché velké ceny Evropy. Po sezoně byl Stewart koupen Fordem a přejmenoval se na Jaguar. Herbert zde zažil další nepovedenou sezonu bez jediného bodu a po těžké havárii během velké ceny Malajsie ukončil svou kariéru ve Formuli 1.

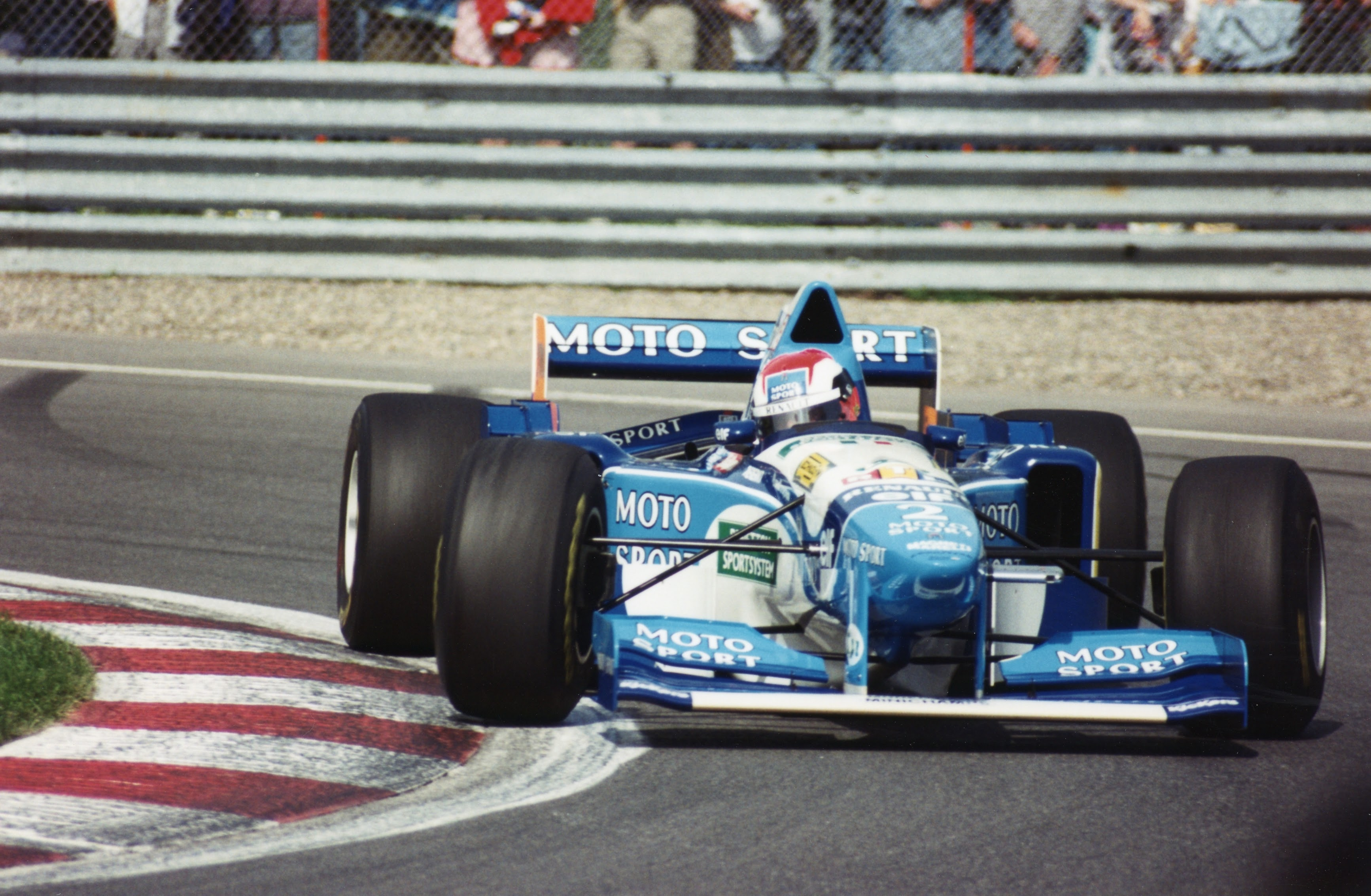
Johnny Herbert v Benettonu v roce 1995

Po opuštění seriálu F1 se Herbert soustředil na sportovní automobily, zejména pak na zopakování svého vítězství ve 24 hodin Le Mans z roku 1991. V dalších dvou letech se zúčastnil American Le Mans Series (ALMS), ve kterých se mu povedlo vyhrát několik závodů a v roce 2003 dokonce dlouho bojovat o titul.
V roce 2005 se Herbert stal sportovním manažerem v týmu Jordan, posléze přejmenovaném na Midland F1 pro sezonu 2006. V září téhož roku byla společnost koupena Spyker Cars a přejmenovala ji na Spyker F1. Dalším rozhodnutím nového majitele bylo neprodloužení Herbertovy smlouvy.

## Kompletní výsledky ve Formuli 1
| Legenda k tabulce | Legenda k tabulce                                                                       |
| Barva             | Výsledek                                                                                |
| ----------------- | --------------------------------------------------------------------------------------- |
| Zlatá             | Vítěz                                                                                   |
| Stříbrná          | 2. místo                                                                                |
| Bronzová          | 3. místo                                                                                |
| Zelená            | Bodované umístění                                                                       |
| Modrá             | Nebodované umístění                                                                     |
| Modrá             | Dokončil neklasifikován (NC)                                                            |
| Fialová           | Odstoupil (Ret)                                                                         |
| Červená           | Nekvalifikoval se (DNQ)                                                                 |
| Červená           | Nepředkvalifikoval se (DNPQ)                                                            |
| Černá             | Diskvalifikován (DSQ)                                                                   |
| Bílá              | Nestartoval (DNS)                                                                       |
| Bílá              | Závod zrušen (C)                                                                        |
| Světle modrá      | Pouze trénoval (PO)                                                                     |
| Světle modrá      | Páteční testovací jezdec (TD)                                                           |
| Bez barvy         | Netrénoval (DNP)                                                                        |
| Bez barvy         | Vyřazen (EX)                                                                            |
| Bez barvy         | Nepřijel (DNA)                                                                          |
| Bez barvy         | Odvolal účast (WD)                                                                      |
| Bez barvy         | Nezúčastnil se (prázdné)                                                                |
| Označení          | Význam                                                                                  |
| Tučnost           | Pole position                                                                           |
| Kurzíva           | Nejrychlejší kolo                                                                       |
| †                 | Jezdec nedojel do cíle, ale byl klasifikován, protože odjel více než 90 % délky závodu. |
| ‡                 | Byl udělován poloviční počet bodů, protože bylo odjeto méně než 75 % délky závodu.      |
| Horní index       | Umístění bodujících jezdců ve sprintu                                                   |

| Rok  | Tým                         | Šasi          | Motor           | 1       | 2       | 3       | 4       | 5       | 6       | 7       | 8       | 9       | 10      | 11      | 12      | 13      | 14      | 15      | 16      | 17      | Umístění  | Body |
| ---- | --------------------------- | ------------- | --------------- | ------- | ------- | ------- | ------- | ------- | ------- | ------- | ------- | ------- | ------- | ------- | ------- | ------- | ------- | ------- | ------- | ------- | --------- | ---- |
| 1989 | Benetton Formula            | Benetton B188 | Ford V8         | BRA 4   | SMR 11  | MON 14  | MEX 15  | USA 5   | CAN DNQ | FRA     | GBR     | GER     | HUN     |         |         |         |         |         |         |         | 14. místo | 5    |
| 1989 | Tyrrell                     | Tyrrell 018   | Ford V8         |         |         |         |         |         |         |         |         |         |         | BEL Ret | ITA     | POR DNQ | ESP     | JPN     | AUS     |         | 14. místo | 5    |
| 1990 | Camel Team Lotus            | Lotus 102     | Lamborghini V12 | USA     | BRA     | SMR     | MON     | CAN     | MEX     | FRA     | GBR     | GER     | HUN     | BEL     | ITA     | POR     | ESP     | JPN Ret | AUS Ret |         | -         | 0    |
| 1991 | Team Lotus                  | Lotus 102B    | Judd V8         | USA     | BRA     | SMR     | MON     | CAN DNQ | MEX 10  | FRA 10  | GBR 14  | GER     | HUN     | BEL 7   | ITA     | POR Ret | ESP     | JPN Ret | AUS 11  |         | -         | 0    |
| 1992 | Team Lotus                  | Lotus 102D    | Ford V8         | RSA 6   | MEX 7   | BRA Ret | ESP Ret |         |         |         |         |         |         |         |         |         |         |         |         |         | 15. místo | 2    |
| 1992 | Team Lotus                  | Lotus 107     | Ford V8         |         |         |         |         | SMR Ret | MON Ret | CAN Ret | FRA 6   | GBR Ret | GER Ret | HUN Ret | BEL 13  | ITA Ret | POR Ret | JPN Ret | AUS 13  |         | 15. místo | 2    |
| 1993 | Team Lotus                  | Lotus 107B    | Ford V8         | RSA Ret | BRA 4   | EUR 4   | SMR 8   | ESP Ret | MON Ret | CAN 10  | FRA Ret | GBR 4   | GER 10  | HUN Ret | BEL 5   | ITA Ret | POR Ret | JPN 11  | AUS Ret |         | 9. místo  | 11   |
| 1994 | Team Lotus                  | Lotus 107C    | Mugen-Honda V10 | BRA 7   | PAC 7   | SMR 10  | MON Ret |         |         |         |         |         |         |         |         |         |         |         |         |         | -         | 0    |
| 1994 | Team Lotus                  | Lotus 109     | Mugen-Honda V10 |         |         |         |         | ESP Ret | CAN 8   | FRA 7   | GBR 11  | GER Ret | HUN Ret | BEL 12  | ITA Ret | POR 13  |         |         |         |         | -         | 0    |
| 1994 | Ligier Gitanes Blondes      | Ligier JS39B  | Renault V10     |         |         |         |         |         |         |         |         |         |         |         |         |         | EUR 14  |         |         |         | -         | 0    |
| 1994 | Mild Seven Benetton Ford    | Benetton B194 | Ford V8         |         |         |         |         |         |         |         |         |         |         |         |         |         |         | JPN Ret | AUS Ret |         | -         | 0    |
| 1995 | Mild Seven Benetton Renault | Benetton B195 | Renault V10     | BRA Ret | ARG 4   | SMR 7   | ESP 2   | MON 4   | CAN Ret | FRA Ret | GBR 1   | GER 4   | HUN 4   | BEL 7   | ITA 1   | POR 7   | EUR 5   | PAC 6   | JPN 3   | AUS Ret | 4. místo  | 45   |
| 1996 | Red Bull Sauber Ford        | Sauber C15    | Ford V8         | AUS Ret | BRA Ret | ARG 9   | EUR 7   | SMR Ret | MON 3   | ESP Ret | CAN 7   | FRA DSQ | GBR 9   | GER Ret | HUN Ret | BEL Ret | ITA 9   | POR 8   | JPN 10  |         | 14. místo | 4    |
| 1997 | Red Bull Sauber Petronas    | Sauber C16    | Petronas V10    | AUS Ret | BRA 7   | ARG 4   | SMR Ret | MON Ret | ESP 5   | CAN 5   | FRA 8   | GBR Ret | GER Ret | HUN 3   | BEL 4   | ITA Ret | AUT 8   | LUX 7   | JPN 6   | EUR 8   | 10. místo | 15   |
| 1998 | Red Bull Sauber Petronas    | Sauber C17    | Petronas V10    | AUS 6   | BRA 11  | ARG Ret | SMR Ret | ESP 7   | MON 7   | CAN Ret | FRA 8   | GBR Ret | AUT 8   | GER Ret | HUN 10  | BEL Ret | ITA Ret | LUX Ret | JPN 10  |         | 15. místo | 1    |
| 1999 | Stewart Ford                | Stewart SF3   | Ford V10        | AUS DNS | BRA Ret | SMR 10  | MON Ret | ESP Ret | CAN 5   | FRA Ret | GBR 12  | AUT 14  | GER 11  | HUN 11  | BEL Ret | ITA Ret | EUR 1   | MAL 4   | JPN 7   |         | 8. místo  | 15   |
| 2000 | Jaguar Racing               | Jaguar R1     | Ford V10        | AUS Ret | BRA Ret | SMR 10  | GBR 12  | ESP 13  | EUR 11  | MON 9   | CAN Ret | FRA Ret | AUT 7   | GER Ret | HUN Ret | BEL 8   | ITA Ret | USA 11  | JPN 7   | MAL Ret | -         | 0    |